# Ruta Provincial 222 (Mendoza)
La Ruta Provincial 222 es una carretera turística argentina de 74 km de longitud, ubicada en el departamento Malargüe de la provincia de Mendoza y se extiende desde la Ruta Nacional 40 hasta Las Leñas.

## Localidades
Las ciudades y localidades por las que pasa esta ruta de noroeste a sudeste son las siguientes (los cascos de población con menos de 5000 habitantes figuran en itálica).

### Provincia de Mendoza
Recorrido: 74 km (km 0 a 74).
- Departamento Malargüe: Los Molles, Las Leñas.